# Мексиканско скаридено растение
Мексиканско скаридено растение (Justicia brandegeeana) е вечнозелен храст от род Юстиция (Justitia), семейство Страшникови (Acanthaceae). Произхожда от планинските гори на Мексико.

## Местообитание
Вирее в сянката на тропическите райони в Мексико. Натурализирано е във Флорида. Обича добре дренирана песъчлива или глинеста почва. Не издържа дълго засушаване и температури под 7 °C. Непретенциозно е към осветление, което го прави лесно за отглеждане като стайно растение.

## История
За първи път мексиканското скаридено растение се появява на цветното изложение в Хановер през 1932 г. и предизвиква голям фурор, според присъствалите.
Растението е печелило наградата Royal Horticultural Society на Garden Merit.

## Име
Видът Justicia brandegeeana е кръстен на името на американския ботаник Townshend Stith Brandegee (1843 – 1925). Името (мексиканско) скаридено растение получава от ефектните прицветници с форма и цвят на скарида.
Синоними:
- Beloperone guttata
- Calliaspidia guttata
- Drejerella guttata
- Justicia brandegeeana (често срещано неправилно изписано като Justicia brandegeana)

Понякога се разглежда като един вид с Justicia fulvicoma.

## Описание
Има тънки и гъвкави клонки достигащи до 1 m височина и 90 cm в широчина, разположени спираловидно. Стъблата и листата са мъхести. Ако не се подрязва клонките му се издължават и привисват до земята. Има овални листа с размери от 3 до 7,5 cm, които завършват с цвят. Цвета е с форма на удължен клас, с форма на скарида, и може да достигне 15 cm дължина. Цветовете са бели, дълги и тънки, с пъстри канелени гърла. Самите те не са толкова привлекателни, колкото прицветника – бледо-зелен в началото на цъфтежа, а след това яркочервено-жълт. Окраската на прицветието варира до жълто, розово и тъмно-тухлено червено. Интензивното излагане на слънчева светлина придава на бледо-розовите и зелени листенца наситено червен цвят.
- Цвят на сянка
- Beloperone guttata
- Огряван цвят

Цъфти целогодишно, като най-активно е от средата на пролетта до началото на зимата. Пролетната резитба се отразява благотворно върху интензивността на цъфтежа през следващите месеци.
Цветовете привличат колибрита и пеперуди. Опрашва се обикновено от колибрита. Не изисква оплождане. Живее до 10 – 20 години.

## Вредители и болести
- Паяци акари и белокрилки;
- Кръгли червеи;
- Кореново гниене, породено от гъбични заболявания.

## Размножаване
Освен чрез семена се размножава лесно със стъблени резници във вода през цялата година. 8 – 9 месеца след слагането на резниците във вода растението може да цъфне.